# 1522
| 1522               |
| ------------------ |
| Dødsfald - Fødsler |
|                    |

| Gregoriansk kalender | 1522 MDXXII             |
| Ab urbe condita      | 2275                    |
| Armensk kalender     | 971 ԹՎ ՋՀԱ              |
| Kinesiske kalender   | 4218 – 4219 辛巳 – 壬午 |
| Etiopisk kalender    | 1514 – 1515             |
| Jødisk kalender      | 5282 – 5283             |
| Hindukalendere       |                         |
| - Vikram Samvat      | 1577 – 1578             |
| - Shaka Samvat       | 1444 – 1445             |
| - Kali Yuga          | 4623 – 4624             |
| Iransk kalender      | 900 – 901               |
| Islamisk kalender    | 928 – 929               |

Konge i Danmark: Christian 2. 1513-1523
Se også 1522 (tal)

## Begivenheder

### Januar
- 24. januar - Kong Christian 2. får én af sine ellers tro fæller henrettet i København. Det drejer sig om hans rådgiver ærkebiskoppen i Lund, Didrik Slagheck

### September
- 6. september – Magellans skib Vittoria kommer til Spanien efter den første jordomsejling. Magellan selv blev dræbt på Filippinerne.

### December
- 21. december – Jyske råder gør oprør mod Christian 2. ved undertegnelse af "Sammensværgelsesbrevet"

### Udateret
- Lübeck går i forbund med Gustav Vasa mod Danmark, og foretager angreb både på Bornholm og Helsingør

## Født
- 11. januar - Eleonora af Toledo, spansk adelskvinde (død 1562).
- 5. juli - Margrete af Parma, statsholder i De Habsburgske Nederlande (død 1586).
- Joachim du Bellay, fransk poet (død 1560).
- Ludger Tom Ring den yngre, tysk maler og tegner (død 1584).

## Dødsfald
- 24. januar - Didrik Slagheck, dansk ærkebiskop.
- 30. juni - Johann Reuchlin, tysk humanist (født 1455).
- 28. november - Erik Valkendorf.
- 24. december - Oluf Bang, pavelig kapellan (født ca. 1480).